# 私は風
「私は風」（わたしはかぜ）はカルメン・マキ&OZの楽曲で、3作目のシングル表題曲。1978年8月1日にKitty Recordsから発売された。規格品番はDKQ-1040。

## 概要
カルメン・マキ＆OZ名義としては3枚目となるシングル。「私は風」は、元々ファースト・アルバム『カルメン・マキ&OZ』に収録されていた曲で原曲は12分近くにも及ぶが、本作にはシングル用のショート・バージョンで収録されている。ブリティッシュ・ロックを彷彿とさせるハードなギター演奏で始まり、哀愁漂うピアノをバックにしっとりと歌い上げられている。この曲は数々の女性ロックシンガーに多大な影響を与え、必ず一度はコピーすると云われる曲でもある。沢田研二主演の映画『太陽を盗んだ男』の劇中歌としても使用された。

## カバー
中森明菜やSHOW-YAの寺田恵子など、多くの歌手によってカバーされている。その中でも寺田恵子はカルメン・マキを敬愛しており、カルメン・マキの曲だけを集めたカバーアルバムを発表している。寺田は「私にとってマキさんは神ですよ。だから、マキさんがいなかったら多分私はSHOW-YAには入ってない」と語り、後に女性アーティストのみが出演するロック・フェスティバル”NAONのYAON”に参加した際にカルメン・マキと共演を果たし、「私は風」を披露してバックコーラスを務めている。
またデーモン閣下は、「私は風」とSHOW-YA「私は嵐」の2曲を組み合わせて一つの楽曲として制作し、「私は風〜私は嵐」のタイトルでアルバム『GIRLS' ROCK 〜Tiara〜』に収録している。

## 収録曲
1. 私は風（3分38秒）
作詞：Maki Annette Lovelace / 作曲：春日博文 / 編曲：カルメン・マキ&OZ
2. とりあえず… (Rock'n Roll)（5分25秒）
作詞：加治木剛 / 作曲：春日博文 / 編曲：カルメン・マキ&OZ

## カバー
| 曲名           | アーティスト                        | 収録作品                                | 発売日         |
| -------------- | ----------------------------------- | --------------------------------------- | -------------- |
| 私は風         | 中森明菜                            | アルバム『歌姫』                        | 1994年3月24日  |
| 私は風         | 寺田恵子                            | アルバム『悪い夢』                      | 1994年11月23日 |
| 私は風         | TAK MATSUMOTO（featuring 中村由利） | アルバム『THE HIT PARADE』              | 2003年11月26日 |
| 私は風         | 西寺実（Vocal: 寺田恵子）           | アルバム『ふぞろいのロックたち 其之壱』 | 2009年2月11日  |
| 私は風         | Crush Tears                         | アルバム『Crush Tears I』               | 2010年8月25日  |
| 私は風〜私は嵐 | デーモン小暮閣下                    | アルバム『GIRLS' ROCK 〜Tiara〜』       | 2009年2月11日  |